# Mongia
Il Mongia è un torrente delle Alpi Liguri che scorre in provincia di Cuneo; bagna l'omonima valle ed è tributario in destra orografica del Corsaglia.

## Idrononimo
Un tempo il torrente veniva anche chiamato Monza.

## Corso del torrente
Il torrente nasce dal versante settentrionale del Bric Mindino. Dopo un primo tratto in cui si dirige verso est ruota verso nord, direzione che manterrà grosso modo per buona parte del proprio corso. Attraversato il centro comunale di Lisio riceve in destra idrografica il rio Rifreddo e passa poi poco ad ovest del capoluogo di Mombasiglio. Devia quindi verso ovest e compie poi un ampio arco verso est, venendo sovrappassato dalla ferrovia Torino-Savona e dalla SS 28. La confluenza nel Corsaglia avviene a 353 m di quota in comune di Lesegno, poco prima che il Corsaglia a sua volta confluisca nel Tanaro.

## Affluenti principali
Sono riportati gli affluenti del Mongia in ordine di confluenza da monte a valle:
- In destra orografica:
  - fossato del Poggio,
  - rio del Can,
  - rio di Uve,
  - rio Rifreddo,
  - rio delle Salette.
- In sinistra orografica:
  - rio Crivella,
  - rio della Chiesa,
  - rio Pezzacollo,
  - rio dei Rossi,
  - valle Roddale,
  - rio dei Limoni,
  - rio del Gallo.

## Utilizzi
Nel tempo, oltre che per la pesca e per uso irriguo, le acque del Mongia sono state anche utilizzate per la produzione di energia elettrica.

## Cartografia
- Cartografia ufficiale italiana in scala 1:25.000 e 1:100.000, Istituto Geografico Militare.
- Carta dei sentieri e stradale scala 1:25.000 n. 26 Bassa Val Tanaro Val Bormida e Cebano, Ciriè, Fraternali editore.